# Jean-Philippe Gatien
Jean-Philippe Gatien (Alès, 16 ottobre 1968) è un tennistavolista francese, campione del mondo a Göteborg nel 1993 e vincitore della Coppa del Mondo di tennistavolo nel 1994.